# Kent Tong
Kent Tong, de son vrai nom Tong Chun-yip (湯鎮業, né le 29 septembre 1958), est un acteur hongkongais, très populaire dans les années 1980 où il est le « Deuxième tigre » des Cinq généraux tigres de TVB,.

## Biographie
Né dans une famille pauvre, son père est un pêcheur qui gardait toujours quelques produits pour sa famille. Les 12 membres de sa famille vivent dans une petite pièce de 30 mètres carrés. Après avoir terminé ses études secondaires, il travaille pour un faible salaire d’environ 500 H$ par mois.
En 1979, Kent Tong entre à l'école d'acteurs de TVB. Bien qu'il soit apparu dans plus d'une douzaine de films, il est surtout connu pour ses rôles dans les séries télévisées de TVB, telles que Duen Yu dans Demi-dieux et Semi-démons (en) (1982) et Yin Ching (en) dans The Unyielding Master Lim (1986). Il joue souvent des rôles de princes et de méchants.
Au cours des années 1980, Kent Tong, Tony Leung, Andy Lau, Michael Miu et Felix Wong sont les « Cinq généraux tigres de TVB », les acteurs masculins les plus populaires de TVB à cette époque. Il est surnommé à cette époque « Prince ».
En 1985, le public reproche à Tong le suicide de sa petite amie, l'actrice Barbara Yung. Fin 1985, il quitte TVB pour prendre un nouveau départ,.
Depuis les années 1990, Tong se reconvertit dans le secteur alimentaire et tourne des films en Chine. Il est nommé membre représentant du Guangdong du comité national de la Conférence consultative politique du peuple chinois en décembre 2007.
En 2015, Tong fait son retour sur TVB après 30 ans d'absence avec le grand succès Lord of Shanghai (en). En outre, il est nommé meilleur acteur de l'année,.

## Filmographie

### Télévision
| Année | Titre                                      | Network | Rôle           |
| ----- | ------------------------------------------ | ------- | -------------- |
| 1979  | Chor Lau-heung                             | TVB     |                |
| 1979  | Yesterday's Glitter                        | TVB     |                |
| 1980  | The Bund                                   | TVB     | Chan Hon-lam   |
| 1981  | Seekers                                    | TVB     |                |
| 1981  | Double Fantasies                           | TVB     |                |
| 1981  | The Adventurer's                           | TVB     |                |
| 1981  | Come Rain, Come Shine                      | TVB     |                |
| 1982  | Soldier of Fortune                         | TVB     | Ying Ji Fai    |
| 1982  | The Wild Bunch                             | TVB     | Hong Gwan-lei  |
| 1982  | Demi-Gods and Semi-Devils (série TV, 1982) | TVB     | Duen Yu        |
| 1983  | The Bold Ones                              | TVB     |                |
| 1983  | The Return of The Condor Heroes            | TVB     | Fok-do         |
| 1983  | The Legend of the Unknowns                 | TVB     |                |
| 1984  | Summer Kisses Winter Tears                 | TVB     |                |
| 1984  | The Foundation                             | TVB     | Lei Yuen Gat   |
| 1984  | The Rise And Fall of a Stand-in            | TVB     |                |
| 1984  | Love Me, Love Me Not                       | TVB     |                |
| 1984  | The Return of Wong Fei Hung                | TVB     | Nalan Masanori |
| 1985  | The Yang's Saga                            | TVB     | Prince Bat-yin |
| 1985  | A Tough Fight                              | TVB     |                |
| 1985  | The Unyielding Master Lim                  | TVB     | Yin Ching      |
| 1985  | The Brave Squad                            | TVB     |                |
| 1985  | Kings of Ideas                             | TVB     |                |
| 1987  | Beauty of the Han's Dynasty                | Taiwan  | Han Yuandi     |
| 1988  | General Wu San Kwei                        | Taiwan  | Wu San Kwei    |
| 1991  | Noble Conflict                             | ATV     |                |
| 1992  | The Rise and Fall of Qing Dynasty 4        | ATV     | Guangxu        |
| 1993  | Secret Battle of The Majesty               | ATV     |                |
| 1993  | Who is The Winner 3                        | ATV     |                |
| 1996  | Mission Against Corruption                 | Chine   |                |
| 1997  | InterPol                                   | ATV     |                |
| 1999  | A Fuk                                      | Chine   |                |
| 2002  | The Prisoner                               | Chine   |                |
| 2003  | Dong Fang Mu Qin                           | Chine   |                |
| 2005  | The Royal Swordsmen                        | Chine   | Wan Sanqian    |
| 2006  | Xiang Fen Chuan Qi                         | Chine   | Hongwu         |
| 2009  | Pretty Maid                                | Chine   |                |
| 2011  | Palace                                     | HBS     | Kangxi         |
| 2012  | Palace 2                                   | HBS     | Ah Ling Ah     |
| 2012  | Heros in Sui & Tang Dynasties              |         | Sui Wendi      |
| 2015  | Lord of Shanghai                           | TVB     | Chak Kam Tong  |
| 2015  | Legend of Ban Shu                          | CCTV    | Oncle Zhong    |
| 2017  | OCTB                                       |         |                |
| 2018  | Guardian Angel                             | TVB     | Jin Shang Wen  |
| 2019  | I Beg Your Pardon                          | TVB     | Wen Xiong      |

### Cinéma
- Once Upon a Rainbow (1982)
- Hell Has No Boundary (1982)
- Nomad (1982)
- Demi-Gods and Semi-Devils (1982)
- Red Spell Spells Red (1983)
- Maybe It's Love (1984)
- The Surgeon (1984)
- Police Story (1985)
- The Story of Dr. Sun Yat Sen (1986)
- Eastern Condors (1987)
- You OK, I'm OK (1987)
- Call Girl '88 (1988)
- The Dragon Family (1988)
- Bitter Taste of Blood (1988)
- City Cops (1989)
- The Tigers (1991)
- Pretty Woman (1991)
- Take Me (1991)
- Fox Legend (1991)
- The Days of Being Dumb (1992)
- The Pearl of Oriental (1992)
- Royal Tramp 2 (1992)
- Sex And Curse (1992)
- Sisters in Law (1992)
- A Matter of Life or Death (1992)
- Hero of Hong Kong 1949 (1993)
- Lord of the East China Sea (1993)
- Hero – Beyond the Boundary of Time (1993)
- The Tale of a Heroine (1993)
- Bogus Cops (1993)
- Hot Desire (1993)
- Dancing Boy in Underworld Street (1993)
- Pink Panther (1993)
- Battle of No Truce (1993)
- A Man and a Woman (1993)
- Naked Rose (1994)
- Bloody Beast (1994)
- Possessed (1994)
- Reunion (2002)
- Eternal Flame of Fatal Attraction (2003)
- My Jail Story (2003)
- Moving Targets (2004)
- Love is a Many Stupid Thing (2004)
- Dragon Squad (2005)
- My Mother Is a Belly Dancer (2006)
- Brothers (2007)
- The Scroll of Wing Chun White Crane (2014)
- Silently Love (2015)
- Doomed Disaster (2015)
- Out of Ordinary (2016)
- Xuan Zang (2016)
- Chasing the Dragon (2017)
- Agent Mr Chan (2018)
- Our Time (2018)
- Dragon Action Secret Code (2019)